# Michaël Perruchoud

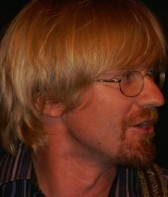
Michaël Perruchoud (2006)

Michaël Perruchoud (* 16. September 1974 in Genf) ist ein Schweizer Schriftsteller, Sänger und Verleger.

## Biographie
Michaël Perruchoud wuchs in Genf auf. Nach einem Studium der Politologie an der Universität Genf war er für die Kommunikation der Services Industriels de Genève tätig. Er ist Mitgründer und künstlerischer Leiter des Genfer Verlags Cousu Mouche.

## Auszeichnungen
- 2021: Literaturpreis der Fondation Gaspoz

## Werke
- Crécelle et ses brigands. Faim de siècle, Fribourg 1998.
- Non-lieu. Faim de siècle, Fribourg 2000.
- Poil au temps. Éditions L’Âge d’Homme, Lausanne 2002.
- Passagère. L’Âge d’Homme, Lausanne 2004.
- Le Martyre du Pape Kevin. Faim de siècle, Fribourg 2004.
- La Pute et l’insomniaque. L’Âge d’Homme, Lausanne 2007, ISBN 978-28251-3790-1.
- Bartali sans ses clopes. L’Âge d’Homme, Lausanne 2008, ISBN 978-28251-3871-7.
- Les Six rendez-vous d’Owen Saïd Markko. Faim de siècle, Fribourg 2008, ISBN 978-2-940422-01-2.
- Le garçon qui ne voulait pas sortir du bain. Faim de siècle, Fribourg 2013, ISBN 978-2-940422-21-0.
- Monde décomposé refuse qu’on dépoussière, L’Âge d’Homme, Lausanne 2014, ISBN 978-2-8251-4376-6.
- La Guérite. Faim de siècle, Fribourg 2015, ISBN 978-2-940422-32-6.
- Ceux de Corneauduc. Cousu Mouche, Genf 2015, ISBN 978-2-940422-42-5 (mit Sébastien G. Couture).
- L’Héritier de Minnetoy-Corbières. Cousu Mouche, Genf 2016, ISBN 978-2-940422-53-1 (mit Sébastien G. Couture).
- Sa préférée. L’Âge d’Homme, Lausanne 2017, ISBN 978-2-8251-4708-5.
- Le Siège de Montfureur. Cousu Mouche, Genf 2017, ISBN 978-2-940576-33-3 (miz Sébastien G. Couture).
- 4–2 pour Ambrì. Versus, 2018, ISBN 978-2-940576-41-8.
- L’Altitude des orties. Roman collectif en cinquante heures. Cousu Mouche, Genf 2019 (mit Fred Bocquet, Eric Bulliard, Blaise Hofmann und Lolvé Tillmanns).
- Ceux qui sont en mer. Cousu Mouche, Genf 2020 (mit Eric Bulliard und Guillaume Pidancet).
- Les plus grands Tours de France:
  - Band 1: 1910 – Le Géant désarçonné. BSN Press, Lausanne 2021
  - Band 2: 1923 – Bien le bonjour de la Ficelle. BSN Press, Lausanne 2021
  - Band 3: 1937 – Les ratés du démiurge. BSN Press, Lausanne 2021